# New Limerick (Maine)
New Limerick es un pueblo ubicado en el condado de Aroostook en el estado estadounidense de Maine. En el Censo de 2010 tenía una población de 510 habitantes y una densidad poblacional de 10,08 personas por km².

## Geografía
New Limerick se encuentra ubicado en las coordenadas 46°7′2″N 67°58′31″O / 46.11722, -67.97528. Según la Oficina del Censo de los Estados Unidos, New Limerick tiene una superficie total de 50.58 km², de la cual 47.76 km² corresponden a tierra firme y (5.57%) 2.82 km² es agua.

## Demografía
Según el censo de 2010, había 510 personas residiendo en New Limerick. La densidad de población era de 10,08 hab./km². De los 510 habitantes, New Limerick estaba compuesto por el 98.63% blancos, el 0.39% eran afroamericanos, el 0% eran amerindios, el 0% eran asiáticos, el 0% eran isleños del Pacífico, el 0% eran de otras razas y el 0.98% pertenecían a dos o más razas. Del total de la población el 0.39% eran hispanos o latinos de cualquier raza.